# Conversas Nuba
Conversas Nuba (título original Nuba Conversations) é um documentário histórico-etnográfico sobre o Sudão dirigido, em 2000, por Arthur Howes.

## Sinopse
Dez anos anos passados sobre o documentário A História de Kafi, o realizador britânico Arthur Howes regressou ao Sudão, clandestinamente, para averiguar o que se passara com os Nuba de Torogi.
Em toda a parte encontrou rostos da jihad, ou guerra santa. É apresentada a guerra contra os Nuba e os membros da família, que agradecem a deus por ter tido seus filhos e irmãos como mártires.
Grande parte da população Nuba foi mobilizada pelos rebeldes do Exército Popular de Libertação do Sudão, outros fugiram e vivem em campos de refugiados. É num destes campos, no Quénia, que Arthur Howes consegue mostrar aos próprios Nuba o seu anterior documentário, A História de Kafi e o seu modo de vida antes da guerra civil.
Conversas Nuba, por seu lado, foi mostrado na sede da ONU, em Nairobi aos vários intervenientes na Segunda Guerra Civil Sudanesa, contribuindo para a aceleração da assinatura do tratado de paz entre as partes.

## Ficha técnica
- Realizador: Arthur Howes
- Produção: Arthur Howes
- Montagem: Arthur Howes

## Festivais
- Venice Film Festival, Itália (2000)
- Pan-African Film Festival, E.U.A.(2000)
- Paris Documentary Film Festival, França (2000)
- Festival Internacional de Documentários, Brasil